# Arabis conringioides
Arabis conringioides là một loài thực vật có hoa trong họ Cải. Loài này được Ball mô tả khoa học đầu tiên năm 1873.